# Amaurobius festae
Amaurobius festae är en spindelart som beskrevs av Lodovico di Caporiacco 1934. Amaurobius festae ingår i släktet Amaurobius och familjen mörkerspindlar.
Artens utbredningsområde är Libya. Inga underarter finns listade i Catalogue of Life.